# Italienische Unihockeynationalmannschaft der Frauen
Die italienische Unihockeynationalmannschaft der Frauen repräsentiert Italien bei Länderspielen und internationalen Turnieren in der Sportart Unihockey. Der 12. Platz an der Weltmeisterschaft war bisher die beste Platzierung der Nationalmannschaft.

## Platzierungen

### Weltmeisterschaften
| WM   | Austragungsort(e)           | Platz              |
| ---- | --------------------------- | ------------------ |
| 1997 | Mariehamn und Godby         | -                  |
| 1999 | Borlänge                    | -                  |
| 2001 | Riga                        | -                  |
| 2003 | Bern, Gümligen und Wünnewil | 12. Platz          |
| 2005 | Singapur                    | -                  |
| 2007 | Frederikshavn               | 18. Platz          |
| 2009 | Västerås                    | 20. Platz          |
| 2011 | St. Gallen                  | 22. Platz          |
| 2013 | Brünn, Ostrava              | 23. Platz          |
| 2015 | Tampere                     | 19. Platz          |
| 2017 | Bratislava                  | nicht qualifiziert |
| 2019 | Neuenburg                   | nicht qualifiziert |
| 2021 | Uppsala                     | 16. Platz          |
| 2023 | Singapur                    | nicht qualifiziert |

## Trainer
- 2010-jetzt Giorgio Battaini